# Dziewczyna z gitarą
Dziewczyna z gitarą (ros. Девушка с гитарой, Diewuszka s gitaroj) – radziecka komedia muzyczna z 1958 roku, w reżyserii Aleksandra Fajncymmera.

## Fabuła
Akcja filmu rozgrywa się w czasie Międzynarodowego Festiwalu Młodzieży i Studentów w Moskwie w roku 1957. Sprzedawczyni w sklepie muzycznym Tania Fiedosowa pragnie zostać aktorką, ale kierownik sklepu nie chce stracić tak wartościowego pracownika i utrudnia Tanii rozpoczęcie kariery. Spotkanie Tanii z młodym kompozytorem pomaga jej zrealizować marzenia.
Jeden z najpopularniejszych filmów w ZSRR w roku 1958 (31.9 mln widzów).

## Obsada
- Ludmiła Gurczenko jako Tania Fiedosowa
- Michaił Żarow jako Swirystyński
- Faina Raniewska jako Swirystyńska
- Jurij Nikulin jako pirotechnik
- Władimir Gusiew jako kompozytor Korzikow
- Siergiej Blinnikow jako Fiedosow
- Boris Petker jako Starobarabancew
- Oleg Anofrijew jako Sawuszkin
- Siergiej Filippow jako Mamin
- Boris Nowiko jako Cypliakow
- Michaił Pugowkin jako Pienkin
- Siergiej Gołowanow jako Kołosow
- Władimir Picek jako członek jury
- Gieorgij Wicyn jako klient sklepu
- Swietłana Charitonowa jako klientka sklepu